# R Puppis
R Puppis är en halvregelbunden variabel (SRD) i stjärnbilden Akterskeppet. Stjärnan var den första i Akterskeppets stjärnbild som fick en variabelbeteckning.
Stjärnan har en visuell magnitud som varierar 6,5-6,71 utan någon fastställd periodicitet.

## Fotnoter
1. ↑  Variabelstjärnornas beteckningar börjar med bokstäverna R-Z, därefter A-Q , följt av RR-ZZ och AA-QQ, varefter de börjar betecknas med bokstaven V och ett ordningsnummer, från och med V335.